# Метод зоряних підрахунків

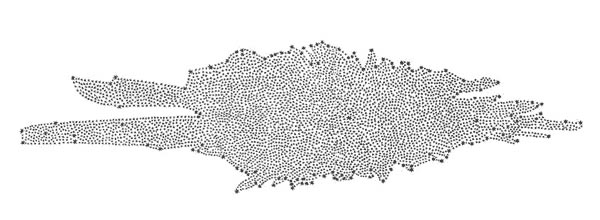
Переріз Чумацького Шляху, отриманий Гершелем методом зоряних підрахунків. Горизонтальний розмір Галактики сильно недооцінений через поглинання світла міжзоряним середовищем.

Метод зоряних підрахунків або метод зоряних черпків — метод спостережної астрономії для визначення структури Галактики або Всесвіту. Суть методу полягає у виборі ділянок на небі та підрахунку спостережуваних на цих ділянках об'єктів. Вперше застосований Гершелем визначення структури Галактики.

## Структура Галактики
Спочатку Гершель застосував подібний метод визначення структури Чумацького Шляху. Згодом за допомогою даного методу було досліджено залежність числа зір в одиничному інтервалі зоряних величин — диференціальну функція блиску. Було встановлено, що її вигляд добре представляється залежністю
{\displaystyle {\frac {dN(m)}{dm}}=exp(a+bm-cm^{2})} ,
де a,b,c — коефіцієнти, що залежать від місця на небі.